# Општина Рамничелу (Браила)
Рамничелу (рум. Râmnicelu) општина је у Румунији у округу Браила.
Oпштина се налази на надморској висини од 18 m.